# پدرو گونسالوش
پدرو آنتونیو پریرا گونسالوش (به پرتغالی: Pedro António Pereira Gonçalves)؛ زاده 2۸ ژوئن ۱۹۹۸، که با لقب پوته (به پرتغالی: Pote) نیز شناخته می‌شود یک بازیکن فوتبال پرتغالی است که به عنوان بازیکن میانی برای باشگاه فوتبال اسپورتینگ پرتغال بازی می‌کند.

## دوران حرفه‌ای
گونسالش در ژوئیه ۲۰۱۷ و در ابتدا با عقد قراردادی یک ساله به باشگاه ولورهمپتون انگلیس پیوست. در ۲۸ اوت ۲۰۱۸ و در بازی دور برگشت مقابل شفیلد ونزدی در جام لیگ فوتبال انگلستان که با پیروزی ۲-۰ ولورهمپتون همراه شد،اولین بازی خود را برای تیم اصلی انجام داد و در دقیقه ۶۲ به عنوان جایگزین الیوت وات وارد میدان شد.
در ۲ ژوئیه ۲۰۱۹، گونسالش با قراردادی پنج ساله با باشگاه فامالیکاو که به تازگی به لیگ برتر پرتغال صعود کرده بود در کنار هم تیمی‌اش در ولورهمپتون، ژواو کایادو به خانه بازگشت.
در ۱۸ اوت ۲۰۲۰، گونسالش با قراردادی ۵ ساله به اسپورتینگ پیوست. او با دو گل خود در پیروزی ۴–۰ تیمش برابر توندلا در ۱ نوامبر، به آمار پنج گل در شش بازی اول لیگ رسید و در رده دوم برترین گلزنان لیگ قرار گرفت.

## آمار عملکرد
تا تاریخ بازی‌ها تا 2 ژانویه 2021
| باشگاه                | فصل          | لیگ          | لیگ  | لیگ | جام حذفی | جام حذفی | جام اتحادیه | جام اتحادیه | اروپا | اروپا | دیگر رقابت‌ها | دیگر رقابت‌ها | مجموع | مجموع |
| باشگاه                | فصل          | دسته         | بازی | گل  | بازی     | گل       | بازی        | گل          | بازی  | گل    | بازی         | گل           | بازی  | گل    |
| --------------------- | ------------ | ------------ | ---- | --- | -------- | -------- | ----------- | ----------- | ----- | ----- | ------------ | ------------ | ----- | ----- |
| ولورهمپتون            | ۱۸–۲۰۱۷      | چمپیونشیپ    | ۰    | ۰   | ۰        | ۰        | ۰           | ۰           | —     | —     | —            | —            | ۰     | ۰     |
| ولورهمپتون            | ۱۹–۲۰۱۸      | لیگ برتر     | ۰    | ۰   | ۰        | ۰        | ۱           | ۰           | —     | —     | —            | —            | ۱     | ۰     |
| ولورهمپتون            | مجموع        | مجموع        | ۰    | ۰   | ۰        | ۰        | ۱           | ۰           | —     | —     | —            | —            | ۱     | ۰     |
| ولورهمپتون زیر ۲۱ سال | ۱۹–۲۰۱۸      | —            | —    | —   | —        | —        | —           | —           | —     | —     | ۳            | ۱            | ۳     | ۱     |
| فامالیکاو             | ۲۰–۲۰۱۹      | پریمیرا لیگا | ۳۳   | ۵   | ۶        | ۲        | ۱           | ۰           | —     | —     | —            | —            | ۴۰    | ۷     |
| اسپورتینگ             | ۲۱–۲۰۲۰      | پریمیرا لیگا | ۱۱   | ۱۱  | ۰        | ۰        | ۱           | ۰           | ۱     | ۰     | —            | —            | ۱۳    | ۱۱    |
| مجموع عملکرد          | مجموع عملکرد | مجموع عملکرد | ۴۴   | ۱۶  | ۶        | ۲        | ۳           | ۰           | ۱     | ۰     | ۳            | ۱            | ۵۷    | ۱۹    |

1. ↑  شامل جام‌های حذفی انگلیس و پرتغال.
2. ↑  شامل بازی‌های جام EFL و تاسا دا لیگا (جام اتحادیه).
3. ↑  بازی‌ها در جام لیگ فوتبال انگلستان
4. ↑  بازی‌ها در لیگ اروپا

## افتخارات
اسپورتینگ
- تاسا دا لیگا: ۲۱–۲۰۲۰